# Chaguaya (La Paz)
Chaguaya (auch: Chaguaya Centro) ist eine Ortschaft im Departamento La Paz im südamerikanischen Anden-Staat Bolivien.

## Lage
Chaguaya ist der zentrale Ort des Kanton Puerto Chaguaya im Municipio Puerto Carabuco in der Provinz Eliodoro Camacho. Die Ortschaft liegt auf einer Höhe von 3852 m im bolivianischen Hochland am östlichen Ufer des Titicacasees.

## Geographie
Chaguaya liegt auf dem bolivianischen Altiplano am Westrand der Cordillera Real. Das Klima der Region ist ein typisches Tageszeitenklima, bei dem die mittlere Temperaturschwankung im Tagesverlauf deutlicher ausfällt als im Verlauf der Jahreszeiten.
Die Jahresdurchschnittstemperatur der Region liegt bei 9 °C (siehe Klimadiagramm Quilima), die Monatswerte schwanken zwischen knapp 7 °C im Juni/Juli und 11 °C im November/Dezember. Der Jahresniederschlag beträgt etwa 750 mm, die Monatsniederschläge liegen bei unter 15 mm von Juni bis August und über 100 mm von Dezember bis März.

## Verkehrsnetz
Chaguaya liegt in einer Entfernung von 149 Straßenkilometern nordwestlich von La Paz, der Hauptstadt des gleichnamigen Departamentos.
Von La Paz führt die Nationalstraße Ruta 2 in nördlicher Richtung 70 Kilometer bis Huarina, von dort weitere 79 Kilometer die Ruta 16 über Achacachi und Ancoraimes nach Chaguaya, von wo die Straße weiter nach Puerto Carabuco führt.

## Bergbau
In Chaguaya befindet sich eine Zinkmine. Die Mina Matilde gehörte zeitweise dem Zinkbaron Moritz Hochschild und wurde im Jahr 1971 Verstaatlichung.

## Bevölkerung
Die Einwohnerzahl von Chaguaya ist im Jahrzehnt zwischen den beiden vorletzten Volkszählungen deutlich angestiegen. Detaildaten der Volkszählung 2012 liegen für Chaguaya nicht vor:
| Jahr | Einwohner | Quelle       |
| ---- | --------- | ------------ |
| 1992 | 489       | Volkszählung |
| 2001 | 694       | Volkszählung |
| 2012 | 794       | Volkszählung |
| 2024 |           | Volkszählung |

Die Region weist einen hohen Anteil an Aymara-Bevölkerung auf, im Municipio Puerto Carabuco sprechen 95,6 Prozent der Bevölkerung Aymara.